# Droga krajowa B482 (Niemcy)
Droga krajowa 482 (niem. Bundesstraße 482) – niemiecka droga krajowa przebiegająca na osi północ-południe i jest połączeniem drogi B441 koło Leese z autostradą A2 koło Porta Westfalica w Nadrenii Północnej-Westfalii.
Droga, jest oznakowana jako B482 od lat 60. XX w.